# Olaf Kölzig
Olaf Kölzig (* 6. April 1970 in Johannesburg, Südafrika) ist ein ehemaliger deutscher Eishockeytorwart, der von 1990 bis 2009 für die Washington Capitals, Tampa Bay Lightning und Toronto Maple Leafs in der National Hockey League spielte. Kölzig ist einer der wenigen Spieler der NHL-Geschichte, die südlich des Äquators geboren wurden.

## Karriere
In Südafrika als Sohn deutscher Eltern geboren, zog die Familie Kölzig 1973 nach Kanada. Olaf Kölzig begann dort seine Karriere 1986 in der unterklassigen Juniorenliga British Columbia Junior Hockey League, ehe er in der Saison 1987/88 erstmals für die New Westminster Bruins in der erstklassigen Western Hockey League zum Einsatz kam. Das Team siedelte im Sommer 1988 um und benannte sich in Tri-City Americans. Kölzig teilte sich den Posten als Stammtorhüter mit dem zwei Jahre älteren Frank Furlan, konnte aber bessere Leistungen zeigen, woraufhin er im NHL Entry Draft 1989 von den Washington Capitals in der ersten Runde an Position 19 ausgewählt wurde.
Er kam auch gleich zu Beginn der Saison 1989/90 zu seinen ersten zwei NHL-Einsätzen, musste jedoch zwei Niederlagen und insgesamt zwölf Gegentore hinnehmen, woraufhin er vorerst wieder zu den Tri-City Americans geschickt wurde. Im Sommer 1990 verließ er endgültig die WHL und spielte in folgenden zwei Saisons bei den Hampton Roads Admirals in der East Coast Hockey League und den Baltimore Skipjacks in der American Hockey League, die beide als Farmteams der Capitals fungierten.
1992/93 kam Kölzig wieder in der NHL zum Einsatz, jedoch nur für 20 Minuten. Stattdessen übernahm er in der AHL bei den Rochester Americans die Position des Stammtorhüters, mit denen er bis ins Finale der Playoffs um den Calder Cup einzog, dort jedoch an den Cape Breton Oilers scheiterte.
Zu Beginn der Saison 1993/94 gehörte Kölzig schließlich zum Stammkader von Washington, zog sich aber kurz darauf eine Knieverletzung zu und fiel über einem Monat aus. Nach seiner Rückkehr spielte er wieder in der AHL für das neue Farmteam der Capitals, den Portland Pirates. Zusammen mit Byron Dafoe sorgte er dafür, dass die Pirates das Team mit den wenigsten Gegentreffern in der Liga wurden. Beide erhielten dafür den Harry „Hap“ Holmes Memorial Award. Kölzig war bereits der zweite deutsche Torhüter, dem diese Auszeichnung verliehen wurde, nach Karl Friesen im Spieljahr 1985/86. In den Playoffs führte Kölzig das Team bis ins Finale und während er im Vorjahr noch mit den Rochester Americans verlor, gewann er diesmal den Calder Cup mit den Pirates und wurde zudem mit der Jack A. Butterfield Trophy als wertvollster Spieler der Endrunde ausgezeichnet.
Auf Grund seiner guten Leistungen wurde Kölzig zur Saison 1994/95 erneut in den NHL-Kader der Capitals geholt, jedoch musste der Saisonstart wegen des Lockout um drei Monate verschoben werden. Kölzig bildete zusammen mit dem 20-jährigen Stammtorhüter Jim Carey das Torhütergespann der Mannschaft und kam in der auf 48 Spiele verkürzten Spielzeit auf 14 Einsätze. In den Playoffs zeigte Carey in der ersten Runde Schwächen, sodass Kölzig zum Zuge kam, aber die Erstrunden-Niederlage nicht abwenden konnte.
In der folgenden Spielzeit war Jim Carey wieder die unumstrittene Nummer eins der Capitals und wurde als bester Torhüter der NHL mit der Vezina Trophy ausgezeichnet. Kölzig als Backup wurde nur 18 Mal eingesetzt. Doch wie im Vorjahr konnte der jüngere Carey in den Playoffs erneut die Erwartungen nicht erfüllen und Kölzig ersetzte ihn wieder. Trotz guter Leistungen konnte er aber erneut das Ausscheiden in der ersten Runde nicht verhindern. Trotzdem blieb Carey in der darauf folgenden Saison weiterhin Stammtorhüter der Capitals, ehe er im März 1997 zu den Boston Bruins transferiert wurde. Doch anstatt Kölzig zur Nummer eins zu machen, setzte die Mannschaft für den Rest der Saison auf den erfahreneren Bill Ranford, der für Carey aus Boston gekommen war.

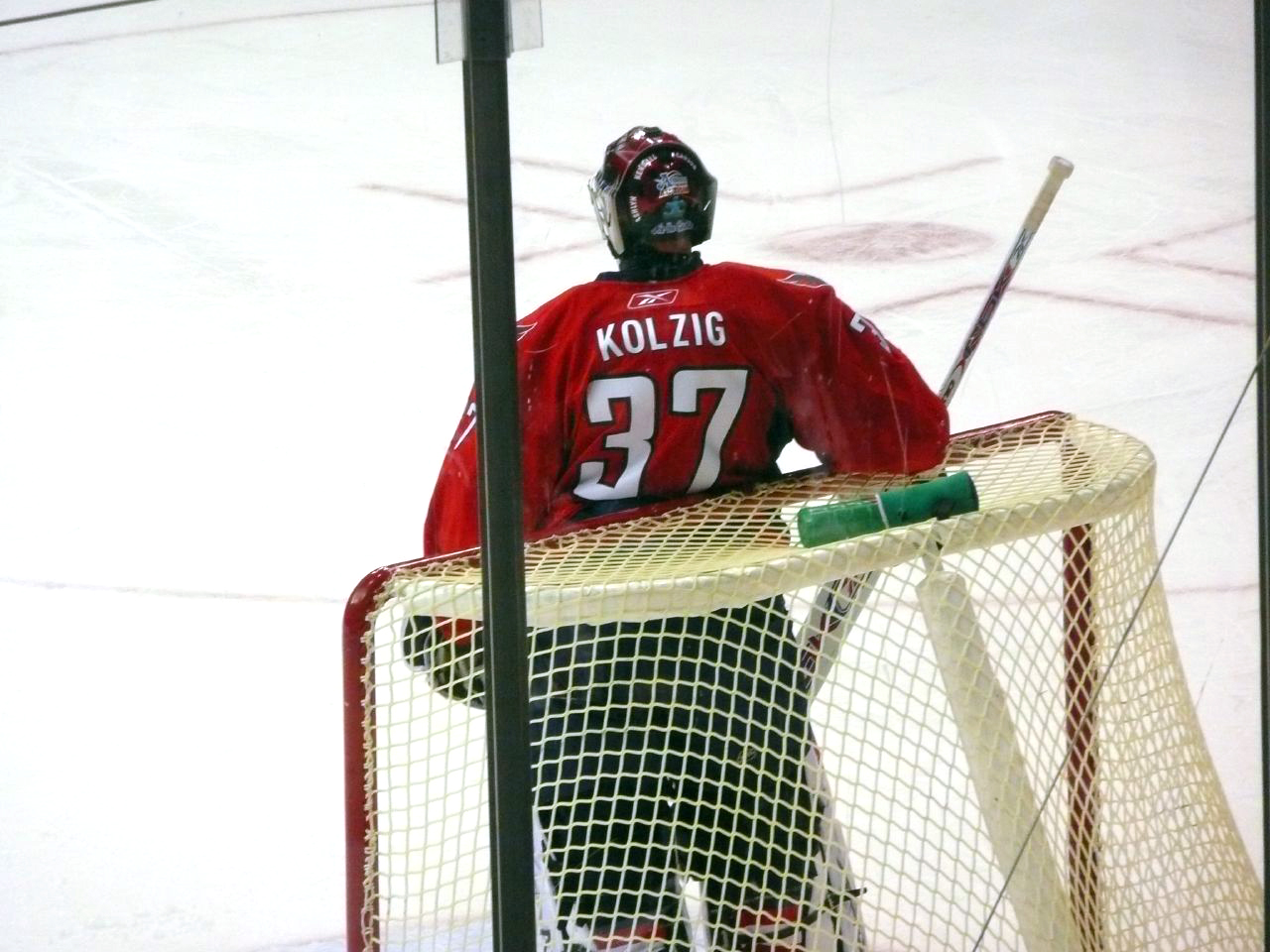
Olaf Kölzig im Tor der Washington Capitals

In der Saison 1997/98 konnte sich Kölzig, auch bedingt durch mehrere Verletzungspausen von Ranford, als Stammtorhüter in Washington etablieren und führte die Capitals nach der erfolglosen Vorsaison wieder in die Playoffs. Dort wurde er zum wichtigen Rückhalt der Mannschaft, spielte zwei Mal in Folge zu Null gegen die Ottawa Senators in der zweiten Runde und ebnete den Weg ins Finale durch einen weiteren Shutout gegen die Buffalo Sabres, wodurch die Capitals eine 3–1-Führung erreichten, die sie nicht mehr abgaben. Im Stanley-Cup-Finale konnten sie jedoch gegen die Detroit Red Wings kein Spiel gewinnen. Zwar ließ Kölzig in zwei Spielen jeweils nur zwei Gegentore zu, doch konnte die Offensive der Capitals diese Chance nicht nutzen und die Red Wings konnten ihren Titel verteidigen.
Nach dem bis dato erfolgreichsten Jahr der Franchise-Geschichte konnte die Mannschaft aber in der folgenden Saison nicht an die Leistungen anknüpfen. Zwar spielte Kölzig erneut eine solide Saison, jedoch reichten seine 26 Siege bei 64 Einsätzen nicht zur Qualifikation für die Playoffs. In der Saison 1999/2000 kehrten die Capitals wieder in die Erfolgsspur zurück und Olaf Kölzig spielte die beste Saison seiner Karriere. Von 73 Ligaspielen konnte er 41 gewinnen und gehörte auch mit einem Gegentordurchschnitt von 2,24 zur Spitze der Liga. Für seine Leistungen wurde im Anschluss an die Saison mit der Vezina Trophy als bester Torhüter der NHL ausgezeichnet.
Kölzig entwickelte sich in Washington zum Star und konnte die folgende Saison mit einem ähnlich guten Ergebnis abschließen, in der Saison 2001/02 verpassten die Capitals allerdings die Playoffs. Im Jahr darauf kehrten sie wieder in die Endrunde zurück, doch wie schon bei den letzten zwei Teilnahmen kamen sie nicht über die erste Runde hinaus. Die Saison 2003/04 sollte sich zu einem Desaster für die Capitals entwickeln. Kölzig konnte nur 19 seiner 63 Spiele gewinnen und das Management transferierte Leistungsträger, wie Robert Lang, Jaromír Jágr, Peter Bondra und Sergei Gontschar zu anderen Mannschaften, sodass das Team noch mehr geschwächt wurde. Am Ende der Spielzeit lagen die Capitals auf dem drittletzten Platz der NHL mit dem schlechtesten Saisonergebnis seit 25 Jahren.
Olaf Kölzig, der für die deutsche Nationalmannschaft bei mehreren internationalen Turnieren im Einsatz war, aber nie in einer deutschen Liga gespielt hatte, nutzte den Ausfall der NHL-Saison 2004/05, um erstmals für eine Mannschaft im Heimatland seiner Eltern zu spielen. Im Februar 2005 unterschrieb Kölzig bei den Eisbären Berlin aus der DEL einen Vertrag und gewann mit ihnen die Deutsche Meisterschaft, kam jedoch in der Finalserie wegen einer Verletzung nicht zum Einsatz.

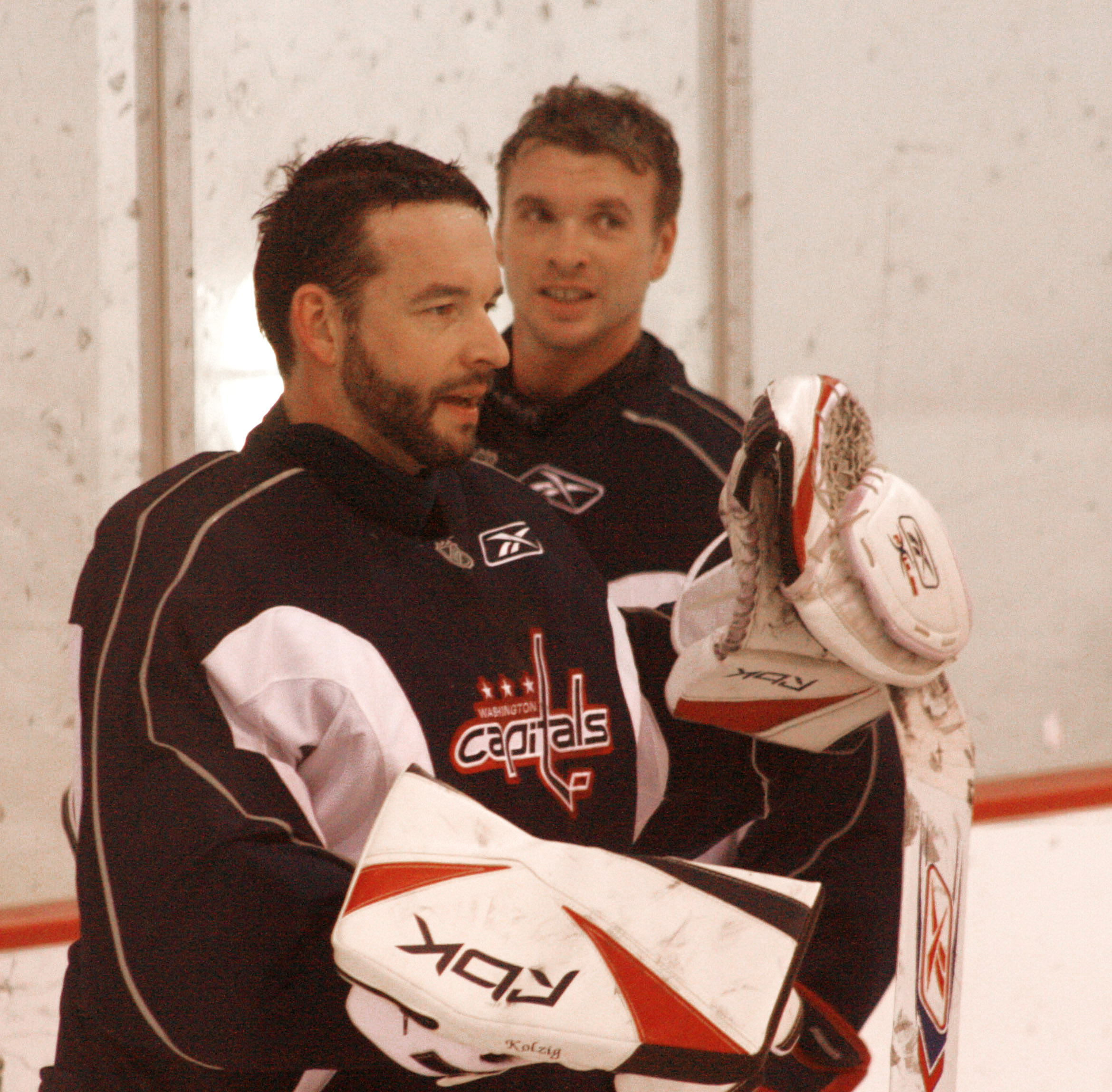
Olaf Kölzig im Training

Im Sommer 2005 kehrte er nach Nordamerika zurück und bildete zusammen mit Brent Johnson das Torhütergespann der Capitals, die durch den Jungstar Alexander Owetschkin verstärkt wurden. Kölzig war weiterhin Stammtorhüter der Mannschaft, spielte aber eine der schlechtesten Spielzeiten seiner Karriere und erreichte den schlechtesten Gegentordurchschnitt, seitdem er die Nummer eins in Washington wurde. Zudem kassierte die Mannschaft die zweitmeisten Gegentore in der regulären Saison. Auch 2006/07 fand Kölzig nicht zu alter Konstanz zurück und Washington stellte erneut eine der schlechtesten Defensivabteilungen der Liga.
2007/08 spielte er wieder eine bessere Saison, gewann 25 seiner 54 Spiele, wurde aber in zweifacher Hinsicht in Washington abgelöst. Galt Kölzig in den vergangenen Jahren als das „Gesicht“ des Franchise, so nahm Alexander Owetschkin, der bester Scorer und Torschütze der Saison wurde, diesen Platz ein. Zudem wurde Ende Februar 2008 mit Cristobal Huet ein neuer Torhüter verpflichtet, der die Washington Capitals zum ersten Mal seit fünf Jahren wieder in die Playoffs führte. Immerhin konnte Kölzig während der wenigen Einsätze, die er seit der Verpflichtung von Huet nur noch bekam, einen wichtigen Meilenstein erreichen, als er am 12. März 2008 als 23. Torhüter der NHL-Geschichte seinen 300. Sieg feiern konnte.
Nachdem Kölzig während der Playoffs nicht mehr zum Einsatz gekommen war, erklärte er Anfang Mai 2008, dass er zur Saison 2008/09 nicht mehr zu den Capitals zurückkehren wird und ließ eine Entscheidung über die Fortsetzung seiner Karriere vorerst offen. Am 1. Juli entschied er sich seine Karriere bei den Tampa Bay Lightning fortzusetzen, wo er einen Vertrag unterschrieb. Dort konnte er sich jedoch nicht gegen seinen jüngeren Konkurrenten Mike Smith durchsetzen und kam nur in acht Spielen zum Einsatz, in denen er hinter den Erwartungen zurückblieb. Ende Januar 2009 wurde ein Sehnenriss im Bizeps festgestellt, sodass Kölzig für den Rest der Saison ausfiel. Trotzdem wurde er Anfang März in einem Transfergeschäft gemeinsam mit Jamie Heward, Andy Rogers und einem Viertrunden-Wahlrecht im NHL Entry Draft 2009 zu den Toronto Maple Leafs geschickt, während diese Richard Petiot an die Lightning abgaben. Am Ende der Saison erhielt der gebürtige Südafrikaner keinen neuen Vertrag, woraufhin die Spielergewerkschaft National Hockey League Players’ Association am 23. September 2009 in seinem Auftrag seinen Rücktritt vom aktiven Sport bekannt gab.
Seit 2005 ist Olaf Kölzig zusammen mit dem ehemaligen Eishockeyspieler Stu Barnes und dem Unternehmer Dennis Loman Besitzer der Tri-City Americans, seinem Team aus Juniorenzeiten, aus der kanadischen Juniorenliga WHL. Nach seinem Karriereende will er sich mehr in die Arbeit des Vereins einbinden, z. B. als Torwarttrainer.

### International
1989 gehörte Kölzig zum Auswahlkader der kanadischen Junioren-Nationalmannschaft, eine Teilnahme an der Junioren-Weltmeisterschaft wurde ihm aber kurz vor Beginn des Turniers verwehrt, da er über einen deutschen und keinen kanadischen Pass verfügte. Zwar wurde Olaf Kölzig in Südafrika geboren und wuchs in Kanada auf, seine deutsche Staatsangehörigkeit hatte er aber behalten. Erst durch eine Unterhaltung zwischen Kölzig und dem deutschen Nationalspieler Stefan Ustorf, während ihrer gemeinsamen Zeit in der Organisation der Washington Capitals Mitte der neunziger Jahre, wurde der Deutsche Eishockey-Bund auf Kölzig aufmerksam. Dies ermöglichte ihm für die deutsche Nationalmannschaft zu spielen und beim World Cup of Hockey 1996 gab er sein Debüt im Nationaltrikot. Neben Einsätzen bei den Weltmeisterschaften 1997 und 2004 trat er auch bei den Olympischen Winterspielen 1998 und 2006 an. Insgesamt bestritt Kölzig 36 Länderspiele für Deutschland bei internationalen Turnieren.

### Soziales Engagement
Anerkennung im Umfeld der Washington Capitals sowie in der NHL erhielt Kölzig vor allem wegen seines sozialem Engagements. Auf Grund der Autismuserkrankung seines Sohnes gründete er die Carson Kolzig Foundation for Youth Autism und war neben seinem früheren Mannschaftskamerad und Freund Byron Dafoe sowie dem ehemaligen NHL-Spieler Scott Mellanby Mitbegründer von Athletes Against Autism. Beide Einrichtungen setzen sich für die Erforschung des Autismus und die Behandlung autistischer Kinder ein.
In seiner Zeit in Washington unterstützte Kölzig zudem das örtliche Kinderkrankenhaus durch das in Zusammenarbeit mit dem DJ Elliot Segal geschaffene Ollie & Elliot’s Great Save Program, wodurch Golf- und Tennisturniere für Prominente ausgerichtet wurden, deren Einnahmen dem Kinderkrankenhaus zuflossen. Außerdem spendete Kölzig für jeden gehaltenen Schuss einen Dollar, 50 Dollar für jeden Sieg, 100 US-Dollar für jeden Shutout und 25 US-Dollar für jeden Punkt, den die Washington Capitals erreichen. Der Teameigentümer der Capitals, Ted Leonsis, verdoppelte den zusammengekommenen Betrag.
Für seinen wohltätigen Einsatz wurde Kölzig bereits 2001 mit dem NHL Foundation Player Award ausgezeichnet und erhielt für sein soziales Engagement und seine Führungsqualitäten 2006 die King Clancy Memorial Trophy von der NHL verliehen.

## Erfolge und Auszeichnungen
| - 1989 WHL West Second All-Star Team - 1991 Riley-Cup-Gewinn mit den Hampton Roads Admirals - 1994 Harry „Hap“ Holmes Memorial Award (gemeinsam mit Byron Dafoe) - 1994 Jack A. Butterfield Trophy - 1994 Calder-Cup-Gewinn mit den Portland Pirates - 1998 Teilnahme am NHL All Star-Game - 2000 NHL-Spieler des Monats Januar - 2000 Teilnahme am NHL All-Star Game | - 2000 Vezina Trophy - 2000 NHL First All-Star Team - 2001 NHL Foundation Player Award - 2005 Teilnahme am DEL All-Star Game - 2005 Deutscher Meister mit den Eisbären Berlin - 2006 King Clancy Memorial Trophy - 2010 Aufnahme in die ECHL Hall of Fame |

## Karrierestatistik

### International
Vertrat Deutschland bei:
- World Cup of Hockey 1996
- Weltmeisterschaft 1997
- Olympischen Winterspielen 1998
- Weltmeisterschaft 2004
- World Cup of Hockey 2004
- Olympischen Winterspielen 2006

(Legende zur Torhüterstatistik: GP oder Sp = Spiele insgesamt; W oder S = Siege; L oder N = Niederlagen; T oder U oder OT = Unentschieden oder Overtime- bzw. Shootout-Niederlage; Min. = Minuten; SOG oder SaT = Schüsse aufs Tor; GA oder GT = Gegentore; SO = Shutouts; GAA oder GTS = Gegentorschnitt; Sv% oder SVS% = Fangquote; EN = Empty Net Goal; 1 Play-downs/Relegation; Kursiv: Statistik nicht vollständig)